# Institut für Energetik

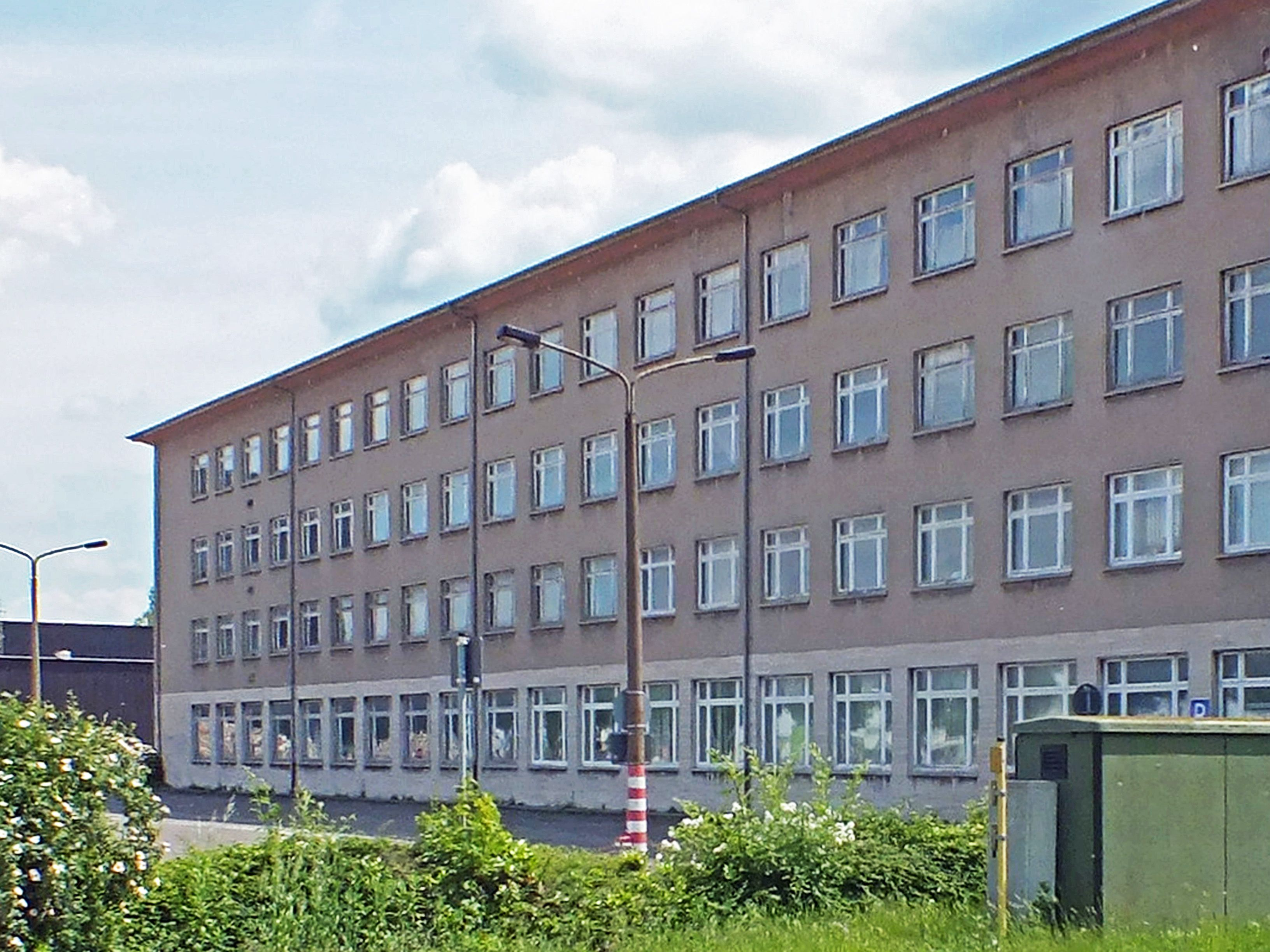
Teil des ehemaligen Hauptgebäudes (2019)

Das Institut für Energetik (IfE) war das wissenschaftlich-technische Zentrum der Energiewirtschaft der DDR zur Bearbeitung grundsätzlicher wissenschaftlicher Probleme der Produktion, Verteilung und Abgabe von Elektroenergie, Gas und Wärme. Es bestand von 1953 bis 1990. Sein Sitz war Leipzig.

## Geschichte
Nach dem Ende des Zweiten Weltkrieges lag in der sowjetischen Besatzungszone und der jungen DDR das Hauptaugenmerk auf der Sicherstellung der Energieversorgung der Bevölkerung und der Wirtschaft trotz veralteter Kraftwerke und Reparationen an die UdSSR. Instandsetzungen und Beseitigung von Engpässen standen im Vordergrund. Modernisierungen und Erweiterungen begannen erst in den 1950er Jahren. Damit verbundene Forschungsarbeiten erfolgten in Einrichtungen, die zum Teil in Betrieben ansässig oder den Verwaltungen der Energiebezirke angegliedert waren. Zur Sicherung größerer Vorhaben war eine Zentralisierung geboten.
Auf Anordnung des Staatssekretariats für Kohle und Energie vom 24. Februar 1953 wurde rückwirkend zum 1. Januar 1953 das Institut für Energetik in Halle/Saale gegründet. Das Institut setzte sich zusammen aus der Technisch-Wissenschaftlichen Zentrale der Energiebetriebe Dresden, dem Institut für Wärmetechnik und Gasmesswesen in Dessau, der Abteilung Energieverbrauchsnormen der Energiefachschule Markkleeberg sowie den Laboratorien der Großgaserei in Magdeburg und in Markkleeberg. Die räumliche Trennung hatte erhebliche Nachteile.
Deshalb wurde 1955 beschlossen, das Institut in einem neuen Gebäude an möglichst zentraler Stelle zusammenzufassen. Die Wahl fiel auf Leipzig und zwar auf einen Teil des Geländes des ehemaligen Rüstungsbetriebes HASAG im Osten der Stadt. Noch 1955 erfolgte an der Torgauer Straße neben dem Bereich der Institute der Akademie der Wissenschaften (heute Wissenschaftspark Leipzig) der erste Spatenstich. Im Juli 1956 wurde der Grundstein gelegt, und im April 1958 zog das Institut ein. Der erste Gebäudekomplex bestand aus einem Büro- und einem Labortrakt, später folgten wesentliche Erweiterungen.
Mit den neuen Räumlichkeiten konnten bisher nicht vorhandene technische Möglichkeiten, wie das Hochspannungsprüffeld und das analoge Netzmodell, für Untersuchungen auf dem Gebiet der Elektroenergiefortleitung genutzt werden.
Ab Anfang der 1960er Jahre wurde der Einsatz der elektronischen Rechentechnik für die Erfüllung der Aufgaben des Instituts unerlässlich. Deshalb wurde 1963 der vom VEB Carl Zeiss in Jena entwickelte Rechenautomat ZRA 1 in der im Oktober 1962 gegründeten Abteilung Rechenzentrum des Instituts in Betrieb genommen. Im Jahre 1969 führte die Installation der damals hochmodernen sowjetischen Großrechenanlage BESM 6 zu einer deutlichen Beschleunigung vieler Forschungsvorhaben. Mit ihrer Inbetriebnahme wurde die Abteilung Rechenzentrum in einen Direktionsbereich hochgestuft.
Im Jahre 1983 wurde die BESM 6 durch die Anlage EC 1055 der ESER II-Technik aus dem Kombinat Robotron abgelöst. Ein weiterer Schwerpunkt war ab 1985 der Einsatz dezentraler Rechentechnik und von CAD/CAM-Lösungen.
Im Zuge der Zunahme der Bedeutung der rationellen Energieanwendung in allen Bereichen der Wirtschaft wurde 1971 aus Teilen des IfE und der VVB Energieversorgung die Zentralstelle für rationelle Energieanwendung gegründet und der Name des Instituts erweitert zu Institut für Energetik/Zentralstelle für rationelle Energieanwendung (IfE/ZRE).
Das Institut für Energetik unterstand nacheinander verschiedenen zentralen staatlichen Organen: zunächst dem Ministerium für Schwerindustrie, dann dem Ministerium für Kohle und Energie, von 1961 bis 1965 dem Volkswirtschaftsrat sowie anschließend dem Ministerium für Grundstoffindustrie und ab 1971 schließlich wiederum dem nunmehr neu gegründeten Ministerium für Kohle und Energie (MKE).
Nach der Reaktorkatastrophe von Tschernobyl im Jahr 1986 erhöhten sich für das in der Nähe von Greifswald betriebene Kernkraftwerk Nord und das noch zu errichtende Kernkraftwerk Stendal die Anforderungen an die nukleare Sicherheit erheblich. Unter diesem Aspekt wurde das IfE am 1. Januar 1987 als Betriebsteil in das Kombinat Kernkraftwerke „Bruno Leuschner“ Greifswald eingegliedert und mit weiteren Themen zur nuklearen Sicherheit beauftragt.
Nach der Wende wurde auf Grund von grundsätzlichen Sicherheitsmängeln (fehlendes Containment) im Sommer 1990 das Kernkraftwerk Greifswald abgeschaltet. Damit und durch die Neustrukturierung der Energiewirtschaft der DDR war dem IfE ein großer Teil seiner Arbeitsgebiete verlorengegangen.
Zu Beginn der 1990er Jahre nahm das Institut die Form einer gemeinnützigen GmbH mit dem Namen Institut für Energetik und Umwelt an und beschäftigte sich in verkleinertem Rahmen vorrangig mit dem Einsatz erneuerbarer Energien. Ende der 1990er Jahre wurde in einem Teil des Institutsgebäudes eine BIP Kreativitätsschule eingerichtet.
Nachdem am 28. Februar 2008 das Deutsche Biomasseforschungszentrum in Berlin gegründet worden war, kaufte dieses am 17. März 2008 das Institut für Energetik und Umwelt gemeinnützige GmbH einschließlich der gesamten Liegenschaft. Am 17. Juni 2008 fand dann die Verschmelzung der beiden Unternehmen statt.

## Aufgaben
Zu den von 1953 bis in die 1980er Jahre fixierten Arbeitsrichtungen und Aufgaben des IfE gehörten anfangs
- die wissenschaftliche Bearbeitung von technologischen und ökonomischen Problemstellungen der Energiewirtschaft einschließlich der Vorprüfung von Erfindungen und Verbesserungsvorschlägen sowie die Erarbeitung von Gutachten,
- die Bearbeitung von Fragen der energiewirtschaftlichen Planung mit dem Ziel einer rationellen Energieumwandlung und -anwendung
- die Ausarbeitung von Energieverbrauchsnormen
- die Auswertung und Bearbeitung der Literatur auf dem Gebiet der Energiewirtschaft sowie Herausgabe eigener Veröffentlichungen
- Rationalisierung der Produktionsvorbereitung und -durchführung durch Einsatz der Rechentechnik
- Energieanwendungsforschung,
- ausgewählte Gebiete der Elektroenergieerzeugung,
- Entwicklung von Verfahren zur Reinhaltung der Luft
- Arbeitswissenschaftliche Forschung zur Erhöhung der Handlungsfähigkeit des Betriebspersonals in KKW

Mit der raschen Entwicklung der Energiewirtschaft in den 1960er Jahren ergaben sich weitere wichtige Aufgabenstellungen
- Ausarbeitung von Vorschlägen zur gesamtenergiewirtschaftlichen Entwicklung bei Berücksichtigung der rationellen Energieanwendung
- Entwicklung von Software zur Planung und Betriebsführung von Elektroenergiesystemen aller Spannungsebenen und Gasversorgungsnetzen aller Druckebenen.
- Maßnahmen zur optimalen Gestaltung und Steuerung des Elektroenergieverbundsystems und des Gasverbundnetzes
- Rationalisierungsaufgaben für Energieanlagen
- Fragen des Umweltschutzes, insbesondere der Rauchgasentschwefelung und der Reinigung bestimmter Abwässer

Weiter Aufgaben des IfE in den 1970er Jahren waren:
- Entwicklung von Prototypfällen für die Mikroelektronik, speziell die Mikroprozessortechnik, um diese in den Produktions- und Verteilungsprozessen der Kohle - und Energiewirtschaft einzusetzen.
- Rationalisierung von Leitung und Planung in den Betrieben der Kohle und Energie, auf die Anwendung der Rechentechnik zur Rationalisierung der Produktionsvorbereitung und -durchführung, auf die Energieanwendungsforschung, auf ausgewählte Gebiete der Elektroenergieerzeugung, auf die Reinhaltung der Luft und auf den Bereich der Arbeitswissenschaft.

Von den Hauptforschungsrichtungen des IfE in den 1980er Jahren seien die folgenden genannt:
- langfristige Planung der Energiewirtschaft
- Durchsetzung der rationellen Energieanwendung in allen Bereichen der Wirtschaft
- Automatisierte Informationsverarbeitung zur Planung und Leitung des Gesamtsystems der Energiewirtschaft
- Einsatz mikrotechnischer Lösungen in den Prozessen der Kohleförderung, der Gaserzeugung und in Kraftwerken
- Softwareentwicklung zur Produktionsvorbereitung im Bergbau (Geologenarbeitsplatz, Datenspeicher „Braunkohleerkundung“, Geofiltration und Migration, Kavernensolung)
- Entwicklungsarbeiten zur Rauchgasentschwefelung, Einführung des Kalkstein-Additivverfahrens
- Entwicklung und Einführung wissenschaftlicher Lösungen in Dampf- und Wasserkreisläufen in Kraftwerken
- Entwicklung eines Kraftwerkstrainers für 440-MW-Blöcke

Zur Lösung seiner Aufgaben pflegte das Institut Beziehungen zu Hoch- und Fachschulen, zu Instituten der Akademie der Wissenschaften, zu Instituten der Bauakademie und zur Akademie der Landwirtschaftswissenschaften. Außerdem war es in zahlreichen internationalen Gremien vertreten.

## Auszeichnungen
Mitarbeiter des Instituts waren an Kollektiven beteiligt, die den Nationalpreis der DDR III. Klasse für Wissenschaft und Technik erhielten.
- 1968 Peter Hedrich im Kollektiv „Mathematische Modellierung zur Optimierung der prognostischen Entwicklung der Energiewirtschaft der DDR“
- 1974 Hans-Joachim Gasse und Günther Weise im Kollektiv „Prozeßrationalisierung in der Energiewirtschaft durch EDV-Anwendung“
- 1984 Bernhard Kahn, Wolfgang Kluge, Gerhardt Manig und Rudolf Ungethüm im Kollektiv aus dem Institut für Energetik Leipzig und dem VEB Kraftwerk Elbe, Vockerode, für die „Entwicklung eines hocheffektiven Verfahrens zur Rauchgasentschwefelung“.